# Våning för 4
Våning för 4 är en TV-serie från 1979 av Max Lundgren och Bo Sköld , som producerades av Sveriges Television Malmö. Serien regisserades av Rune Formare.
Den handlar om fyra unga personer som delar lägenhet i centrala Malmö. Nyskilde Torbjörn Björklund arbetar som bilmekaniker och för att klara sig ekonomiskt hyr han ut rum i sin stora lägenhet till tre ungdomar.

## Om TV-serien
Visningen av serien inleddes 13 december 1979 i TV2. Serien kom ut i bokform samma år.

## Rollista
| - Björn Andersson – Torbjörn Björklund, bilmekaniker - Tytte Johnsson – Ageneta Henriksson, sjuksköterska - Catherine Hansson – Cissy, arbetare på Sonesons - Lars "Vidde" Wik – Håkan, studerande - Ingela Sahlin – Gunilla Björklund, Torbjörns fru - Marianne Wesén – Inez, Torbjörns nya kvinna - Kåre Sigurdson – Herbert, Håkans far - Hanna Landing – Anna-Greta, Håkans mor - Rut Hoffsten – Agnetas mor - Dan Bratt – Cissys pojkvän | - Moa Myrén – Agnetas sjuksköterskekollega - Göran Forsmark – patient - Sven Holm – sjukvårdsbiträde - Brigitte Ornstein – Cissys mor - Ing-Britt Stiber – översköterskan - Ingvar Andersson – Torbjörns arbetskamrat - Kerstin Görander-Nohrborg – grannfrun - Kajsa Reingardt – Kajsa - Max Lundgren – granne - Bo Sköld – granne |